# وتبقى السياسة (بودكاست)
وتبقى السياسة أو والباقي السياسة هو بودكاست وسلسلة تلفزيونية بريطانية يُقدّمها ألاستير كامبل وروري ستيوارت. أُطلق البودكاست في مارس 2022، وأصبح منذ ذلك الحين واحداً من أبرز البودكاستات السياسية في المملكة المتحدة. يتم إنتاج البودكاست بواسطة Goalhanger Podcasts. يناقش كامبل وستيوارت عادةً الأخبار والسياسة المعاصرة، مع تركيز قوي على السياسة البريطانية، بالإضافة إلى التطورات الدولية مثل الانتخابات الأجنبية والكوارث الإنسانية.
تم إطلاق إصدار أمريكي من البودكاست في أبريل 2024 من تقديم أنتوني سكاراموتشي وكاتي كاي.

## الخلفية
كلا من ألاستير كامبل وروري ستيوارت شخصيتان سياسيتان سابقتان، وقد غادرا حزبيهما بسبب معارضتهما للعناصر الأكثر تطرفًا داخلهما. يهدف بودكاستهما إلى "الاختلاف بشكل متحضر"، سعيًا إلى نقاش سياسي أكثر اعتدالاً ووعيًا.
يُعد كامبل صحفيًا واستراتيجيًا سياسيًا وناشطًا في مجال الصحة النفسية، عُرف بعمله كرئيس للاتصالات في عهد توني بلير. كان عضوًا سابقًا في حزب العمال، وتم طرده بعد أن أعلن علنًا أنه صوّت لصالح الحزب الليبرالي الديمقراطي في انتخابات البرلمان الأوروبي 2019 في المملكة المتحدة.
أما ستيوارت فهو أكاديمي وكاتب ودبلوماسي وسياسي سابق. كان عضوًا سابقًا في حزب المحافظين، وشغل منصب وزير الدولة للتنمية الدولية ووزير شؤون السجون في عهد تيريزا ماي. مثل دائرة بينريث والحدود في مجلس العموم البريطاني لمدة تسع سنوات تقريبًا. في عام 2019، وبعد انتخاب بوريس جونسون زعيمًا للمحافظين، استقال ستيوارت من الحكومة، وكان من بين نواب المحافظين المتمردين الذين عارضوا نهج جونسون بشأن بريكست. لاحقًا، استقال أيضًا من عضوية الحزب.
تملك غاري لينيكر، لاعب كرة القدم السابق في منتخب إنجلترا، شركة بودكاست Goalhanger، والتي تُنتج أيضًا بودكاستات مثل البقية تاريخ من تقديم دومينيك ساندبروك وتوم هولاند، وبودكاست ساحة المعركة من تقديم سول ديفيد وباتريك بيشوب، ولدينا طرق لجعلك تتحدث من تقديم آل موراي وجيمس هولاند، والبقية مال من تقديم روبرت بيستون وستيف مكغفرن، والبقية كرة قدم من تقديم غاري لينيكر وآلان شيرر وميكا ريتشاردز، والبقية ترفيه من تقديم ريتشارد أوسمان ومارينا هايد.

## التنسيق
يصدر البودكاست عادة حلقتين أسبوعيًا: حلقة "رئيسية" وحلقة "وقت الأسئلة". تستمر الحلقات الرئيسية لمدة تتراوح بين 30 إلى 50 دقيقة، يتناول فيها كامبل وستيوارت الأحداث الجارية والأخبار، معظمها من المملكة المتحدة. خلال حلقات وقت الأسئلة، يجيبون على أسئلة المستمعين، ولا تقتصر الأسئلة على المواضيع التي نوقشت سابقًا في البودكاست، بل تشمل أيضًا أخبارًا لم يتم تناولها في الحلقات الرئيسية وكذلك مسيرتي المضيفين السياسية. موسيقى المقدمة والنهاية في كل حلقة هي "A Diabolical Caper"، من تأليف الملحن لوك ريتشاردز. في بعض الأحيان، يُصدر البودكاست حلقات "طارئة" للتفاعل مع أحداث إخبارية كبرى، مثل استقالة ساجد جاويد وريشي سوناك والتي أدت إلى أزمة الحكومة البريطانية في يوليو 2022 التي انتهت باستقالة بوريس جونسون؛ وأزمة أكتوبر 2022 التي أسفرت عن إقالة كواسي كوارتينغ واستقالة ليز تراس؛ والمناظرة الأولى في الانتخابات الرئاسية الأمريكية 2024 بين جو بايدن ودونالد ترامب.

### البودكاست الخاص بالانتخابات: البقية سياسة
قُبيل الانتخابات العامة البريطانية 2024، أُعلن عن البقية سياسة كجزء من تغطية القناة الرابعة للانتخابات، إلى جانب إميلي مايتليس.

### الضيوف المميزون
يستضيف البودكاست ضيوفًا مميزين من السياسيين الحاليين والسابقين لمناقشة مسيرتهم المهنية والقضايا الراهنة. في يناير 2023، أطلقت Goalhanger سلسلة بودكاست جديدة بعنوان Leading ليجري كامبل وستيوارت مقابلات مع ضيوف مميزين، بما في ذلك شخصيات غير سياسية. منذ انطلاق Leading، لم يستضف البقية سياسة أي ضيوف باستثناء يوفال نوح هراري المفكر الإسرائيلي وحسام زملط السفير الفلسطيني لدى المملكة المتحدة خلال الحرب الفلسطينية الإسرائيلية (2023 – الآن).

### والبقية سياسة: خاص بالانتخابات البريطانية
قُبيل الانتخابات العامة البريطانية 2024، أُعلن عن البقية سياسة كجزء من تغطية القناة الرابعة لليلة الانتخابات، بمشاركة إميلي مايتليس.

### ضيوف مميزون
يستضيف البودكاست ضيوفًا مميزين من السياسيين النشطين والمتقاعدين لمناقشة مسيرتهم المهنية والأحداث الجارية. في يناير 2023، أطلقت شركة Goalhanger سلسلة بودكاست جديدة بعنوان Leading، ليجري كامبل وستيوارت مقابلات مع ضيوفهم المميزين ودعوة شخصيات غير سياسية كضيوف أيضًا. منذ إطلاق Leading، لم يستضف The Rest Is Politics أي ضيوف مميزين باستثناء الكاتب الإسرائيلي يوفال نوح هراري والسفير الفلسطيني حسام زملط خلال حرب حماس-إسرائيل، ومؤخرا الرئيس السوري الجديد أحمد الشرع .